# Шибений
Ши́бений — річка в Україні, в межах Верховинського району Івано-Франківської області. Ліва притока Чорного Черемошу (басейн Пруту).

## Опис
Довжина 11 км, площа басейну 83,4 км². Похил річки 55 м/км. Річка типово гірська. Долина вузька, V-подібна, майже повністю заліснена. Річище слобозвивисте з численними перекатами, дно кам'янисте. Колись на річці була кляуза, яка утворювала найбільше на той час озеро в Українських Карпатах.

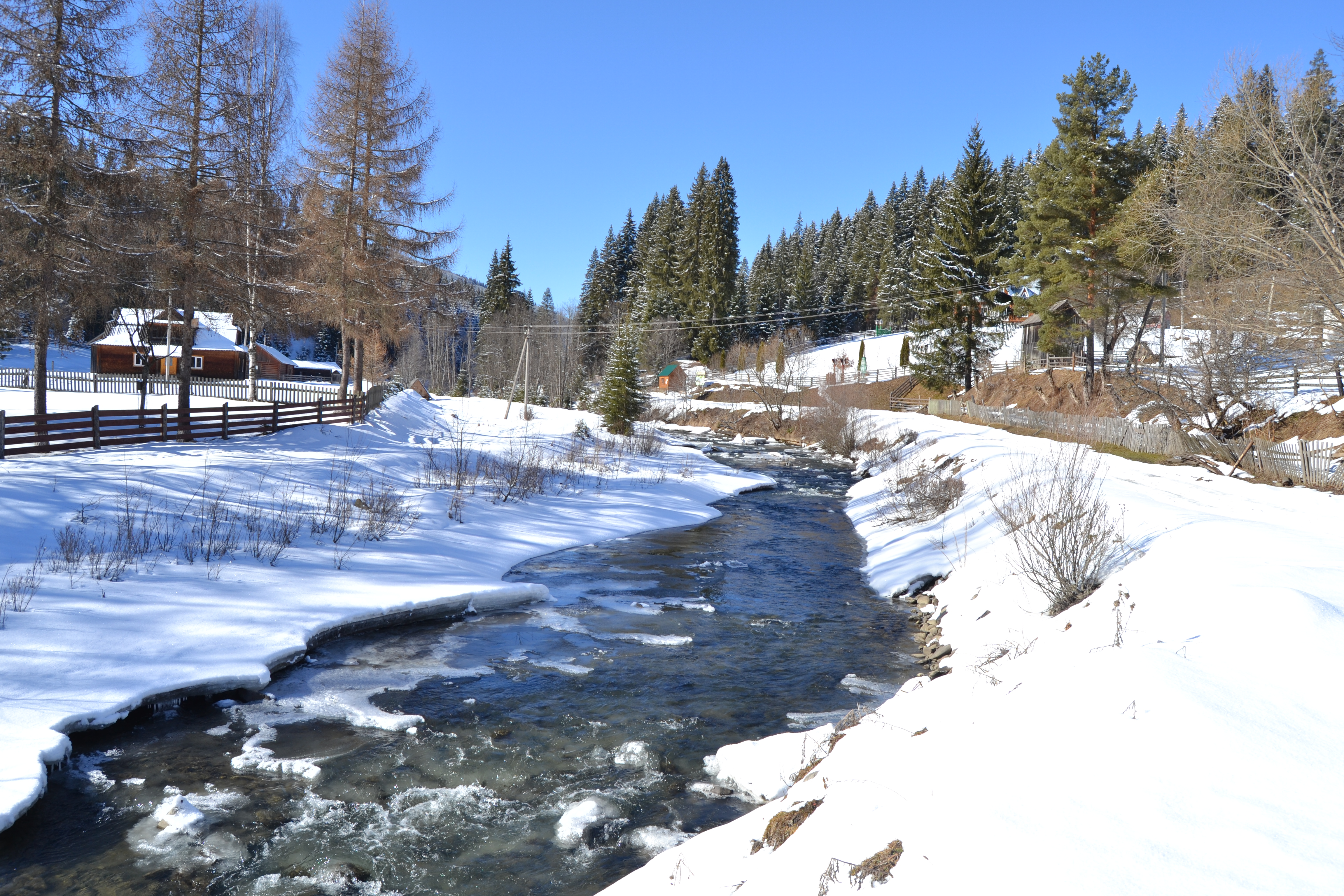
Річка взимку

## Розташування
Шибений бере початок при північно-східних схилах гори Стіг, що в Мармароському масиві. Тече спершу на північний схід, у пониззі — на схід і (частково) південний схід. Впадає до Чорного Черемошу у присілку Шибене, який належить до села Зелене. 

## Притоки
До річки впадає багато гірських потоків, серед яких найбільші: Регещик (права притока) і Гропенець та Погорілець (ліві притоки). Праві притоки беруть початок між горами північної частини Чивчинського масиву, а ліві — між горами південно-східної частини Чорногори. 